# Aleisha Allen
Aleisha LaNaé Allen (El Bronx, Nueva York, 28 de abril de 1991) es una exactriz y excantante estadounidense. Es conocida por sus papeles en las películas School of Rock (2003), Are We There Yet? (2005) y Are We Done Yet? (2007). Se retiró de la actuación y de la música en 2012, y actualmente se dedica a la logopedia.

## Carrera
Comenzó su carrera como actriz infantil en programas como Blue's Clues y Out of the Box.
Su primer papel cinematográfico importante fue el de Alicia en School of Rock. Posteriormente, actuó en Are We There Yet? y en su secuela Are We Done Yet?, interpretando a Lindsey Kingston. En 2025, en una entrevista para People, ella describió su papel como "dinámico, agudo, valiente y protector" en el 20° aniversario de Are We There Yet?.
Finalmente, se retiró de la actuación y de la música en 2012, y actualmente es logopeda.

## Vida personal
Estudió en la Professional Performing Arts School en Nueva York. Posteriormente, obtuvo una licenciatura en Ciencias de la Comunicación en la Universidad Pace y una maestría en Trastornos del Habla en la Universidad de Columbia. Actualmente trabaja como logopeda.

## Filmografía

### Cine
- School of Rock (2003) – Alicia[5]
- Are We There Yet? (2005) – Lindsey Kingston[6]
- Are We Done Yet? (2007) – Lindsey Kingston / Lindsey Persons[7]
- Young Adult (2011)
- You're Nobody 'til Somebody Kills You (2012) – Sarah Johnson

### Televisión
- Blue's Clues (1996-2004)[2]
- Out of the Box (1998-2000)[2]
- The Electric Company (2009-2011)